# Peștera Bătrânului
Peștera Bătrânului este mai puțin cunoscută fiind situată în apropierea localității Șuncuiuș în Munții Apuseni județul Bihor.

## Căi de acces
Se poate călători cu trenul până la stația Șuncuiuș, traversând podul avem posibilitatea de a vizita un izbuc Peștera Izbândiș  urcăm spre cătunul Pojorâta urmând drumul spre cătunul Gugu apoi la 8 km în apropierea unei cabane se află peștera.

## Peștera
La peșteră se poate ajunge pe un traseu turistic marcat cu roșu, pentru vizitarea ei avem nevoie de echipament speologic.

- Așezarea peșterii

Altitudinea  de amplasare a peșterii este de 575 m pe platoului carstic Zece Hotare și pe valea Pârâului Peștireu fiind în apropiere de  Dealul Carețului și Dealul Crucii.

Peștera se află într-un masiv calcaros, având galerii ornate frumos cu stalactite, lungimea totală a peșterii fiind 1,5 km.